# Белл-Ирвинг, Джон
Джон Белл-Ирвинг (John Bell-Irving, 2 февраля 1846 — 1925) — британский предприниматель шотландского происхождения, сделавший карьеру в Гонконге. Был партнёром торгового дома Jardine Matheson & Co., мировым судьёй и неофициальным членом Законодательного совета Гонконга. Кроме того, возглавлял несколько компаний транспортного, энергетического и пищевого секторов, руководил элитарными клубами, входил в муниципальные, образовательные и благотворительные комитеты Гонконга. По материнской линии находился в родстве с влиятельным семейством шотландских предпринимателей Джардинов.  

## Биография
Джон Белл-Ирвинг родился 2 февраля 1846 года в Уайтхилле (Локерби), был старшим сыном Джона Белл-Ирвинга старшего (1813—1907). Его мать, Мэри Джардин, происходила из влиятельной семьи шотландских коммерсантов, она была племянницей Уильяма Джардина (1784—1843) и сестрой Роберта Джардина (1825—1905), что во многом предопределило дальнейшую судьбу Джона.
В 1872 году, вслед за своим отцом, Джон Белл-Ирвинг прибыл в Британский Гонконг. Женился на Изабелле Торнтон, племяннице Вильямины Маккензи, жены колониального секретаря Уильяма Генри Марша. В 1876—1891 годах Джон Белл-Ирвинг был партнёром могущественного торгового дома Jardine Matheson & Co., а также директором Hongkong Electric Company (производство электроэнергии), Hong Kong and Whampoa Dock (судостроение и судоремонт) и Hongkong, Canton & Macao Steamboat Co. (судоходство), председателем China Sugar Refining Co. (производство сахара), членом консультативного комитета Douglas Steamship Co. (судоходство), вице-председателем Гонконгской торговой палаты, управляющим Hong Kong Jockey Club, президентом Гонконгского поло-клуба, членом муниципального комитета, комитета государственных школ Гонконга, комитета колледжа Святого Павла, казначеем епархиального дома и приюта на Бонэм-роуд.
От мировых судей Джон Белл-Ирвинг в 1886 и 1887—1889 годах занимал пост неофициального члена Законодательного совета Гонконга. Его младший брат Джеймс Джардин Белл-Ирвинг (1859—1936), прибывший в британскую колонию в 1881 году и вскоре присоединившийся к семейному бизнесу, также был членом Законодательного и Исполнительного советов Гонконга. Кроме того, он был директором Jardine Matheson & Co. (1887—1902) и председателем The Hongkong and Shanghai Banking Corporation (1898—1899). В начале XX века братья Белл-Ирвинги покинули Гонконг и вернулись в Великобританию очень обеспеченными людьми. В браке с Изабеллой Торнтон Джон Белл-Ирвинг имел единственного сына — Мейджора Джона Белл-Ирвинга.